# Andrew Carnegie
Andrew Carnegie (Dunfermline (Schotland), 25 november 1835 – Lenox (Massachusetts), 11 augustus 1919) was een Amerikaans staalmagnaat en filantroop van Schotse afkomst. Buiten Amerika is hij waarschijnlijk het bekendst vanwege zijn bijdrage aan de Carnegie Hall in New York en de bouw van het Haagse Vredespaleis.

## Biografie
Carnegie emigreerde samen met zijn berooide ouders in 1848 naar Pittsburgh, Pennsylvania. Aldaar stelden zij vast dat de arbeidssituatie waarin de wevers verkeerden, nauwelijks beter was dan thuis in Schotland. Carnegies vader was een damastwever, wiens handarbeid verdrongen werd door de opkomst van weefmachines. Carnegie begon als dertienjarig hulpje in een katoenspinnerij. Daarna vond hij werk bij de Ohio Telegraph Company en later bij de Pennsylvania Railroad. Hij eindigde als eigenaar van het grootste staalbedrijf van de wereld, de Carnegie Steel Company. Dit bedrijf verkocht hij in 1901 aan bankier John Pierpont Morgan, die het onderbracht in U.S. Steel. Met de opbrengst werd Carnegie een van de rijkste mensen ter wereld.
Zijn rijkdommen wilde hij niet alleen aan zijn nabestaanden nalaten, maar nog tijdens zijn leven aan goede doelen besteden. Dat moest zo gebeuren dat de mensen die ervan profiteerden, zichzelf verder konden ontwikkelen. Zo was de cirkel rond, want iedereen in Amerika wilde graag geloven dat er een 'selfmade man' in hem school en Carnegie wilde de mensen de gelegenheid geven om het zelf te maken.
In 1896 richtte hij het Carnegie Museum of Natural History op. In 1902 richtte Carnegie het Carnegie Institution of Washington for Fundamental and Scientific Research op. Hij besteedde het overgrote deel van zijn fortuin aan de bouw van 2500 openbare bibliotheken in twaalf Engelssprekende landen, waaronder Schotland, de Fiji-eilanden en de Seychellen. De stad waar de bibliotheek kwam, moest de bouwgrond en de boeken schenken en daarbij moest het stadsbestuur instaan voor de werking ervan. Bij gebrek aan een familiewapen kwam er in de boeken een ex libris, de opgaande zon voorstellend, en de spreuk Let there be light.
Carnegie kon in 1903 alleen worden overgehaald een bedrag van $1.500.000 voor de bouw van het Vredespaleis te schenken, als daaraan een openbare bibliotheek werd verbonden. Die bibliotheek heeft dezelfde status in het gebouw als de internationale tribunalen die er hun werk doen. Na de Eerste Wereldoorlog steunde hij ook de stichting van het Internationale Museum in het Mundaneum te Brussel. 
Na een mijnramp in 1904 waarbij ook twee mannen omkwamen toen ze de 176 ingesloten kompels probeerden te redden, riep Carnegie een "Carnegie Hero Fund Commission" in het leven. Deze commissie kreeg een werkkapitaal van vijf miljoen dollar. In de daaropvolgende jaren ontstonden in meerdere landen zelfstandige Carnegie Heldenfondsen. De Nederlandse afdeling van het internationaal werkende Carnegie Heldenfonds reikt gemiddeld zo’n twintig keer per jaar de Medaille van het Carnegie Heldenfonds uit. In 1910 stichtte hij het Carnegie Endowment for International Peace, een internationale denktank. 
Andrew en Margareth Carnegie woonden hun laatste levensjaren op kasteel Skibo in de Schotse Hooglanden.